# Washoda
Washoda este un oraș din districtul Nickerie, Surinam. Se află pe malul râului Courantyne, la granița cu Guyana.